# Juan Antonio Rodríguez Marín
Juan Antonio Rodríguez Marín (Jávea, 1939) es un abogado y político español.

## Trayectoria
Ha sido Profesor de Derecho Administrativo en la Escuela de Prácticas Jurídicas de Alicante, letrado territorial del Banco Central Hispano (BCE) y presidente de la Junta del Puerto de Alicante. En 1976 integró el PDLPV de Francisco Zaragoza Gomis, a quien sustituyó como diputado por Alicante a las elecciones generales españolas de 1977 por la UCD, partido en el que se integró y con lo que fue regidor en el ayuntamiento de Alicante y vicepresidente de la Diputación de Alicante el 1979 - 1983.
Fue elegido diputado por la Coalición Popular a las Elecciones a las Cortes Valencianas de 1983, pero siguió los pasos de Zaragoza Gomis en la Unión Provincial Alicantina (UPRA) y en la Coalició Electoral Valenciana, con la que se presentó a las Elecciones a las Cortes Valencianas de 1987. Tras el fracaso, ingresó en el PP, partido con el que fue escogido senador a las elecciones de 1993 y diputado a Cortes Valencianas en las elecciones de 1991, 1995 y 1999. Ha sido senador designado por la Comunidad Autónoma de 2004 a 2008, concejal del Ayuntamiento de Alicante el 2003-2004 y miembro de la Junta del Gobierno Local del Ayuntamiento de Alicante.